# Ruth Crawford Seeger
Ruth Crawford Seeger (East Liverpool, Ohio, 3 de juliol de 1901 - Chevy Chase, Maryland, 18 de novembre de 1953) fou una compositora estatunidenca, mestra, transcriptora i arranjadora de música popular; va ser la primera dona a rebre la beca Guggenheim en l'especialitat de composició i va desenvolupar un estil modernista que utilitzava amb freqüència tècniques de la música serial.
La seva tasca en la música popular i tradicional americana, que va transcriure, arranjar i teoritzar, va ser una important contribució al renaixement de la música folklòrica americana.

## Biografia[3][4]

### Infància (1901 - 1921)
Ruth Crawford va néixer a East Liverpool, Ohio. Juntament amb el seu pare Clark Crawford, ministre, i de Clara Graves Crawford es va traslladar de ciutat en diverses ocasions durant la seva infància fins al 1912, en què finalment es va instal·lar a Jacksonville, Florida. El seu pare, Clark Crawford, va morir de tuberculosi el 1914. Després de la mort de son pare Clara Crawford va obrir una pensió per mantenir el nivell de vida mitjana que tenia la família, cosa que la va fer viure entre estrangers.
Va començar a tocar el piano quan tenia sis anys, però és el 1913 quan comença a estudiar amb Bertha Foster, que havia fundat el 1908 l'Escola d'Art Musical de Jacksonville, i el 1917 comença a estudiar amb Madame Valborg Collett, que va ser estudiant d'Agathe Grøbdahl. Després de la seva graduació el 1918, va començar la carrera com a pianista interpretant concerts a Jacksonville i també es convertí en professora de piano a l'escola Foster's, on començà a escriure cançons per als seus alumnes.

### Chicago (1921 - 1929)
L'any 1921 viatja a Chicago, on es matricula en l'American Conservatory of Music, inicialment per estar sols un any i obtenir el títol de professora; allí escolta per primera vegada pianistes com Serguei Rakhmàninov o Arthur Rubinstein. En el conservatori va estudiar piano amb Heniot Levy, Louise Robyn i després, privadament, amb Djane Lavoie-Herz i va conèixer les que amb els anys serien amistats de per vida, com el poeta Carl Sandburg –la seva poesia es pot trobar en diverses de les seves composicions vocals– i el compositor Henry Cowell, que va defensar el treball de Crawford durant la vida i va propiciar que ella estudiés composició amb Charles Seeger, el seu antic mestre a Nova York. La seva mare es trasllada a Chicago per viure amb ella el 1923.
Crawford va demostrar un gran talent per a la composició quan tenia 20 anys. El segon any d'estar a Chicago va estudiar teoria i composició amb Adolf Weidig. Les obres més notables d'aquest període són Nine Preludes per a piano (1924 - 1927), Adventures of Tom Thump (1925), Sonata for Violin and Piano (1926), Music for Small Orchestra (1926) i Five Songs to poems by Sandburg (1929), música que va escriure mentre vivia a la residència de la Mcdowell Colony a Peterborough, New Hampshire.
El compositor Henry Cowell, impressionat pel desenvolupament de Crawford com a compositora, va assegurar-li una plaça per estudiar en la Casa de la música Blanche Walton's, on va passar l'estiu i va conèixer Marion Bauer, que va tenir un impacte directe en la seva carrera. Marion Bauer va esperonar els esforços compositius de Crawford i “va contribuir al seu creixement musical i visibilitat professional.” Per Crawford, Marion Bauer va representar una connexió potent amb l'establiment musical. Amb la seva posició al Musical Leader, Bauer podia publicar “una ressenya brillant d'un concert privat de la música de Crawford”; a més, Bauer va presentar Crawford a Gustave Reese, un editor al G. Schirmer, empresa editorial del moment.

### Nova York i beca Guggenheim (1929 - 1936)

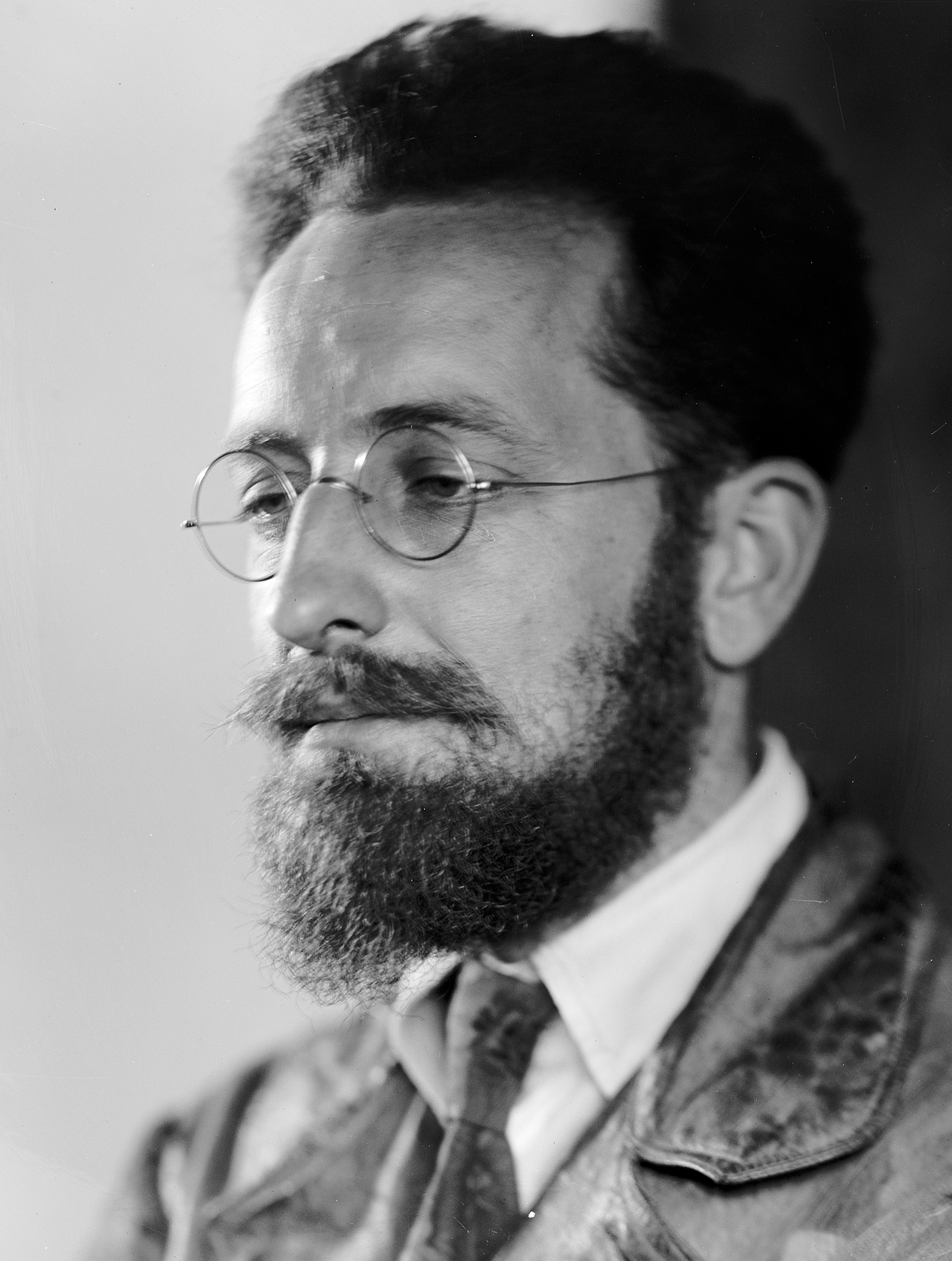
Charles Seeger, mestre i marit de Ruth Crawford

A finals de 1929 es trasllada a viure a Nova York, on estudia amb Charles Seeger, un gran pensador musical que va ser influent en els cercles musicals avantguardistes de Nova York als anys 1920-1930. Seeger al principi no volia donar-li classes perquè ''ja tenia altres alumnes dones en aquell moment, i cap era particularment interessant'', però prompte s'adona de la imaginació musical i habilitat per a la composició que ella tenia i es converteix en un referent intel·lectual en l'educació musical de Crawford. Les idees dels estudis musicals amb Seeger sobre el contrapunt i l'organització musical lineal són evidents en les seves composicions de la dècada de 1930 que utilitzen l'atonalitat i el serialisme; com a obres més destacades d'aquells anys trobem Diaphonic Suites (1930), Three Chants for Women's Chorus (1931), String Quartet 1931 (1931) i Two Ricercari (1932).
Becada per Guggenheim en composició l'any 1930, va viatjar els anys 1931-1932 a Berlín i París, on coneixerà Alban Berg i Béla Bartók. 

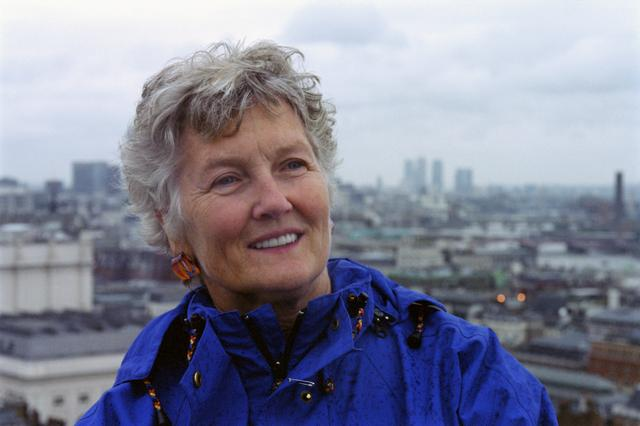
Margaret Seeger (Peggy Seeger), filla de Ruth Crawford

Seeger, casat i pare de tres fills quan va conèixer Crawford, se separa de la seva dona Constanza amb la intenció de casar-se amb Crawford. Quan la beca Guggenheim no li és renovada, Crawford i Seeger es casen el 1932 i junts tenen quatre fills: Michael, Margaret, Barbara i Penelope. Des de llavors va haver d'assumir la responsabilitat com a esposa i mare i va deixar d'escriure música el 1933, any en què Michael va nàixer. El seu marit va ser contractat l'any 1935 per treballar en l'Administració Federal de reasignament i la família es traslladà a Washington DC.

### Washington (1936 - 1953)
A Washington va començar a treballar en l'Arxiu de la música popular Americana, on va treballar en la transcripció de centenars de gravacions de camp realitzades pels etnomusicòlegs John i Alan Lomax, algunes de les quals apareixen en la important col·lecció Lomaxes ''Our Singing Country" (1941). També va escriure un tractat sobre la cançó popular americana, escrit en un primer moment com a introducció per a Our singing Conutry, que es va publicar 60 anys després com a The music of American Folk Song.
El 1941 comença a ensenyar música als nens en edat preescolar de l'escola infantil Silver Spring, on la seva filla Barbara era una alumna. Ella va escriure els seus propis arranjaments de música popular i els va repartir a les mares de l'escola. El 1948 va editar i publicar una selecció de les cançons de l'escola Silver Spring en el volum American Folk Songs for Children (Garden City, Nova York, 1948), una selecció que avui en dia encara es fa servir.
Durant els seus anys a Washington es va guanyar una reputació formidable pels seus mètodes pedagògics i va fer demostracions amb els nens de la conferència d'educadors musicals americana.

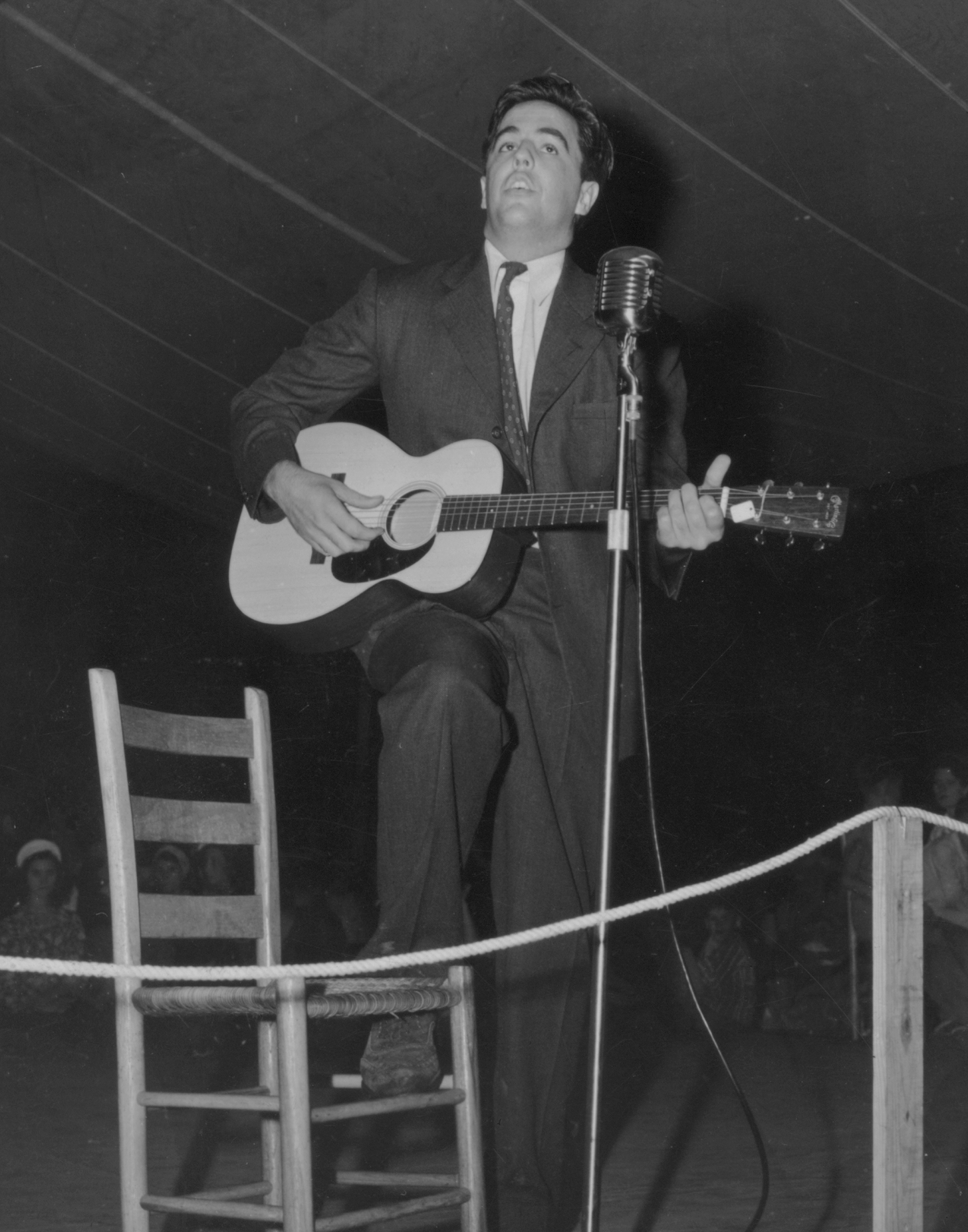
Alan lomax

Va tenir problemes per aconseguir un equilibri entre el treball i la vida familiar. L'única composició original que va acabar als anys 1930 després del seu matrimoni i el naixement del seu primer fill va ser un encàrrec del programa de ràdio The wellsprings of America de la CBS, que va estrenar arranjaments de cançons populars de compositors americans com Aaron Copland, Roy Harris entre d'altres i que presentava Alan Lomax: Rissolty, Rossolty (1939), una fantasia de tres minuts per a orquestra basada en part en la melodia tradicional amb el mateix nom.
Crawford va tornar a compondre a finals del 1940, i va escriure la Suite for Wind Quintet (1952), que va presentar a un concurs patrocinat pel Washington chapter of the national association for american composers and conductors, per a una nova obra de cambra, un concurs que va guanyar. Aquesta suite revela el gran interès en els procediments de composició serial i en la rotació lineal que ella havia utilitzat per primera vegada 20 anys enrere. Crawford havia esperat la suite per poder marcar el retorn a la composició original després de 20 anys, però va resultar ser l'última peça que va escriure. En febrer de 1953 li va ser diagnosticat un càncer intestinal i va morir el mateix any a l'edat de 52 anys.

## Estil compositiu[8]
Les obres de Crawford que va compondre a Chicago en la dècada de 1920 tendeixen a ser harmònicament febles i menys centrades en una organització contrapuntística que les seves composicions de la dècada de 1930. L'expressió mística que buscava als preludis per a piano suggereix una forta influència de Scriabin. El llenguatge atonal lliure de la seva Sonata per a violí estableix la seva distintiva sensibilitat moderna, sense concessions. La seva cançó Home Thoughts (1929) va ser la primera d'una sèrie de cinc cançons per a contralt i piano amb poemes de Carl Sandburg, i aquí demostra la seva afinitat pel to sencer i harmonies de tons sencers en aquest període, i també inclou una predilecció per evitar la repetició i l'ús de petites unitats harmòniques i melòdiques construïdes sobre clústers de semitò. 
Les seves composicions a partir de 1930 i fins a 1932 mostren el desig de compondre amb claredat la melodia, evitar l'adherència rítmica i buscar la independència rítmica de les parts, components d'un credo compositiu que escriu en una carta a Edgar Varèse el 1948. Els seus quatre Diphonic Suites estan escrits per a un o dos instruments, i serveixen per a demostrar l'"anhel de línia" i el sentit de possibilitats melòdiques i tímbriques de cada instrument. El Piano study in mixed accents (1930) és una potent obra pianística que travessa ràpidament el teclat cap als extrems amb les dues mans tocant clústers de 16 notes en vuitenes. Els seus dos ricercari per a veu i piano, en què utilitza poemes de l'escriptor comunista H. T. Tsiang, són experiments en compondre "música proletària", un tipus de música teoritzat per Charles Seeger (1930) que empra un vocabulari modernista i una sintaxi al servei de la política d'esquerres. Els seus arranjaments de piano de cançons populars tradicionals d'Amèrica i les cançons de les seves col·leccions són també joies de disseny compositiu, ofereixen inesperats salts harmònics i diferents textures harmòniques.
Crawford va escriure en el seu prefaci de Nineteen American Flok Songs que volia "presentar aquesta música en un idioma amb sabors, tant com sigui possible, contemporanis, preferia una nuesa en lloc d'una riquesa d'estil i acostumar l'oïda de l'estudiant a un ús més lliure dels intervals de la segona, cinquena, quarta i setena, utilitzats abundantment en la majoria de la música contemporània".

També va introduir canvis en l'harmonia i la textura en els seus arranjaments de cançons populars establint-les com a composicions pròpies. Mike Seeger va assenyalar que la tragèdia de la vida de sa mare no era que ella abandonés la composició modernista per la música tradicional americana, sinó que morís de càncer amb 50 anys. La seva brillant tasca com a compositora d'avantguarda i defensora de la música popular assegura el seu llegat com una presència important en la música americana. En opinió d'Alex Ross, un crític musical nord-americà, la considera una de les poques grans compositores de la primera meitat del segle xx.

| «                                                                         | Aquesta dona conscienciosa i propensa a infravalorar-se acabaria escrivint algunes de les obres musicals més increïblement complexes del seu temps. | » |
| — Alex Ross, Escuchar al siglo XX a través de su música: El ruido eterno. | |   |

## Composicions
| Any              | Obra | Tipus d'obra (instrumentació)                                              |
| ---------------- | --- | -------------------------------------------------------------------------- |
| 1922             | Little Waltz. | Música solista (piano).                                                    |
| 1923             | Piano Sonata. | Música solista (piano).                                                    |
| 1923             | Theme and Variations. | Música solista (piano).                                                    |
| 1923             | Little Lullaby. | Música solista (piano).                                                    |
| 1923             | Jumping the Rope (playtime). | Música solista (piano).                                                    |
| 1923             | Caprice. | Música solista (piano).                                                    |
| 1923             | Whirligig. | Música solista (piano).                                                    |
| 1923             | Mr. Cow and Miss Wren go for a walk (a little study in short trills). | Música solista (piano)                                                     |
| 1924             | Kaleidoscopic changes on an original theme, ending whit fugue. | Música solista (piano).                                                    |
| 1924             | Five canons. | Música solista (piano).                                                    |
| 1924-25          | Piano preludes, Nº 1-5. | Música solista (piano).                                                    |
| 1925             | Adventures of Tom Thumb. | Per a Orquestra.                                                           |
| 1926             | Sonata for violin and piano. | Música de cambra (violí i piano).                                          |
| 1926             | Two movements for chamber orchestra. | Per a orquestra de cambra.                                                 |
| 1926             | We dance together. | Música solista (piano).                                                    |
| 1927-28          | Piano preludes, Nº 6-9. | Música solista (piano).                                                    |
| 1927             | Suite nº1. | Per quintet de vent i piano (revisada al 1929).                            |
| 1929             | Suite nº2. | Per a quartet de cordes i piano.                                           |
| 1929             | Five songs to poems by Carl Sandburg:Home Thougts, White Moon, Joy, Loam, Sunsets. | Música Vocal (Per veu sola i piano).                                       |
| 1930             | Piano study in mixed accents. | Música solista (piano).                                                    |
| 1930             | Four Diaphonic suites:nº1 Per Flauta i oboè, nº2 per fagot i violoncel, nº3 per dos clarinets, nº4 pera oboè i violoncel. | Instrumentació Variada.                                                    |
| 1930             | Three Chants for Female Chorus: To an Unkind God, To an Angel, To an Kind God. | Música Vocal (Cor femení).                                                 |
| 1930-32          | Three songs to poems by Carl Sandburg: Rat Riddels, Prayers of Steel, In tall grass. | per contralt, piano, oboè, percussió i orquestra opcional.                 |
| 1931             | String quartet 1931. | Quartet de Cordes.                                                         |
| 1931             | Andante for strings. | Orquestra de Cordes (transcripció del tercer moviment del String Quartet). |
| 1932             | Two ricercare to poems by H.T. Tsiang: Sacco, Vanzetti; Chinaman, Laundryman. | Música Vocal (per veu i piano).                                            |
| 1932             | The love at the harp. | Música solista (arpa).                                                     |
| 1936-38          | Nineteen American folk Songs for piano | Música solista (piano).                                                    |
| 1939             | Rissolty, Rossolty: An american fantasy. | Per Orquestra.                                                             |
| 1948             | American folk songs for children. | Música Vocal (infantil).                                                   |
| 1950             | Animal folk songs for children. | Música Vocal (infantil).                                                   |
| 1952             | Suite for wind quintet. | Música de Cambra (Quintet de Vent).                                        |
| 1953             | American folk songs for Christmas. | Música Vocal.                                                              |
| Data desconeguda | Songs: Those Gambler’s Blues, Lonesome Road, Lord Thomas, Sweet Betsy From Pike, Go to Sleep, What'll We Do with the Baby?, Three Ravens, A Squirrel is a Pretty Thing, Who Built the Ark?, Every Monday Morning, I Wish I Was Single. | Transcripcions de música popular incloses en diferents reculls             |

## Recursos en línia
- Ruth Crawford Seeger. Biografia en 600 paraules de David Lewis amb notes de Peggy Seeger.
- Institute for Studies in American Music (ISAM) Newsletter: Ruth Crawford Seeger's Contributions to Musical Modernism Arxivat 2004-02-03 a Wayback Machine. de Joseph N. Straus, Fall 2001. Volume XXXI, No. 1.
- Art of the States: Ruth Crawford Seeger Arxivat 2006-02-11 a Wayback Machine. Nine Preludes (1924-1928).
- Del Sol Quartet: Tear Arxivat 2006-08-11 a Wayback Machine. inclou Seeger's Andante from quartet: (1931) interpretat per Del Sol Quartet.
- Ruth Crawford Seeger Arxivat 2016-04-15 a Wayback Machine. en Music of the United States of America (MUSA)[Enllaç no actiu].